# 林本源園邸

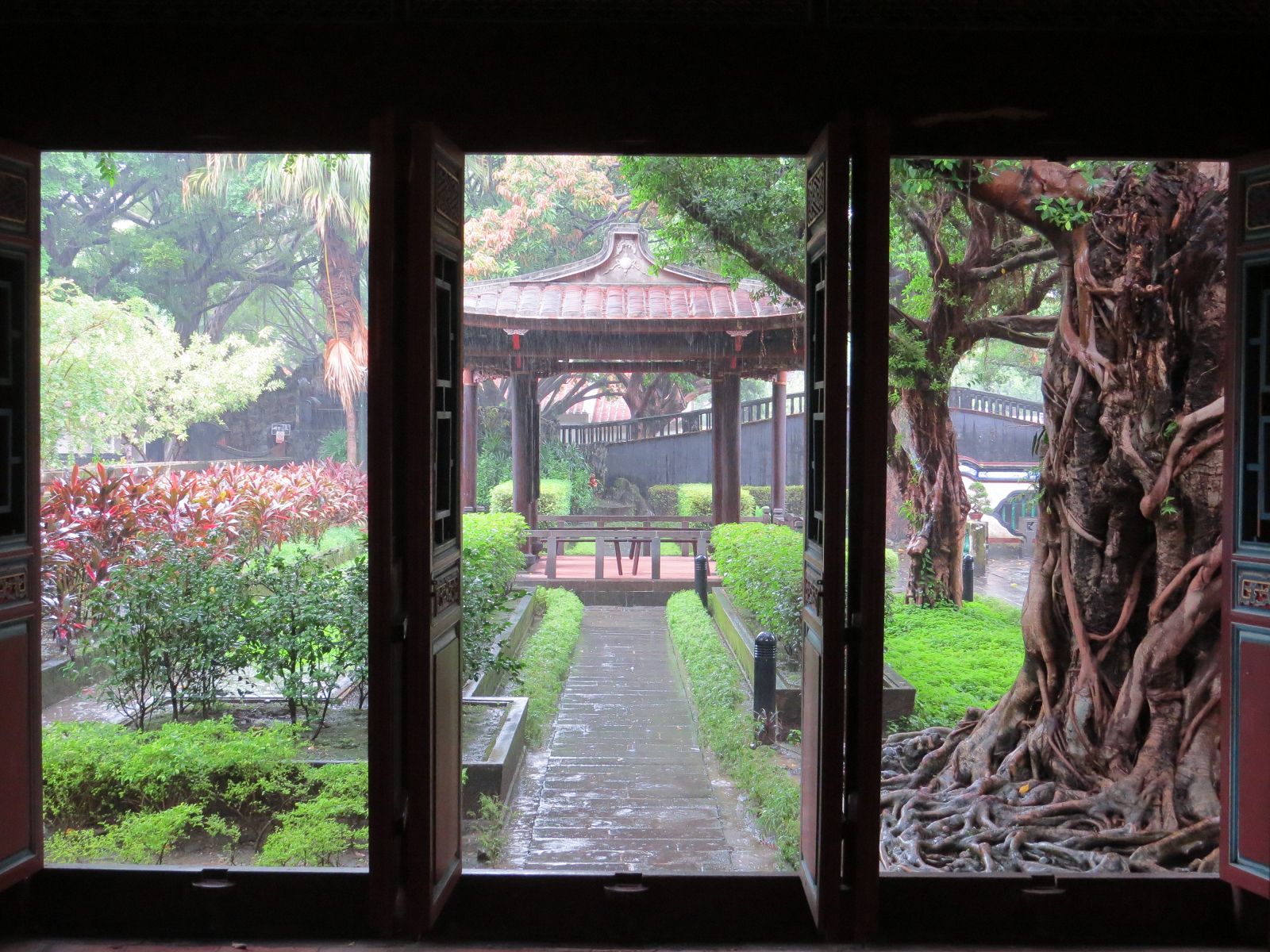
林本源園邸の庭園。

林本源園邸（りんほんげんえんてい、リン ベンユェン ユェンディ）、または板橋林家花園（ばんきょう りんけ かえん）は台湾新北市板橋区にある、台湾五大豪族の1つ板橋林本源（板橋林家）によって建てられた庭園（板橋林家花園）と邸宅（宅第）の総称。中国本土蘇州の留園を模倣した設計で、台湾に現存している庭園および建築としては最も保存状態が良好であり、台湾政府により国定古蹟に指定されている。

## 概要
現在の桃園市や新竹を拠点にしていた林本源一族が北上し、小作料の集約拠点（弼益館）を設けた。後年、林国華（1802-1857）と林国芳（1820-1862）兄弟により拡張され、林本源一族の住居（三落大厝と現存しない五落大厝）となった。戦後は1976年（民国65年）、林家はその庭園部を当時の台北県政府（現・新北市政府）に貸出し、国共内戦で敗れた大陸からの難民用の一時的な居住地として使われていた。20万両を費やした台北城の倍以上となる50万両の総事業費が投じられたことからも、その壮大さが窺い知れる。

現在は国定古蹟として3度の修復を経て新北市政府文化局の管理下で庭園の運営が行われている。このうち市政府が管理する庭園「林家花園」は約12,000平方メートル。花園は来青閣、月波水榭、定静堂といった多数の家屋と人工山水で構成される。台湾四大名園（三大、五大の場合でも含まれている）の一つとして知られる。
邸宅部分、すなわち庭園西側の三落大厝は板橋林家の住居。現在三落大厝は板橋林家ファミリー企業の「祭祀公業林本源」が管理し、専属ガイドによる見学のみに限定されている。
| 板橋林家 | 林本源園邸           | 約17,311坪           | 約17,311坪 |
| 板橋林家 | 林本源園邸           | 林家花園             | 約3,815坪  |
| 板橋林家 | 林本源園邸           | 三落大厝             | 約880坪    |
| 板橋林家 | 弼益館（現存せず）   |                      |            |
| 板橋林家 | 五落大厝（現存せず） | 五落大厝（現存せず） | 約1,200坪  |

## 歴史

### 清朝時代
清朝乾隆43年（1778年）、中国本土福建の漳州龍渓出身の林應寅は、台湾に渡り淡水庁新荘（現・新北市新荘区）で教職に就いた(p11)。乾隆50年（1785年）に福建へ戻っている。専門家の考証によると應寅が台湾における板橋林家の始祖とされている。子の林平侯は16歳時（乾隆47年）に父を尋ねて台湾に渡り新荘の米商人、鄭谷の下で雇用されるようになった(p11)。平候は商才があったため鄭谷に反発されながらも資金を借りて創業、淡水河の水運業に進出しコメ輸送の貿易商となった。このころに林爽文事件（林爽文による反清活動）でコメの価格が高騰したため、平候はコメの輸送と販売で巨万の富を得ることになった(p8)。
その後平候は竹塹（新竹の古い名称）にいた林紹賢と共同で台湾での塩売に乗り出しさらに富を築いた(p11)。40歳を迎えていた平候は捐官により本土で柳州府（現在の広西省）の役人を7年務めた。嘉慶21年（1816年）、平候は退官し台湾で定住する。当時の居住地だった淡水庁新荘では漳州人と泉州人による分類械闘（械鬥事件）の最中だった。
平候はこれに巻き込まれることを避けるため、嘉慶23年に大嵙崁の三層地区（現・桃園市大渓区福安里）へ転居、ここに定住すべく豪邸を建て、暴徒を防ぐ砦を築くとともに、農地開墾や灌漑水路構築も行い地租収入が大幅に増えた。その後平候は台湾府に協力して暴動を鎮圧、清朝廷に淡水庁城（現・新竹市の竹塹城）築城を嘆願した。

#### 枋橋（板橋）進出
道光27年（1847年）、林家は小作徴税の拠点として弼益館（ひつえきかん、ビーイーグァン、現在は林家の駐車場）を枋橋（現・板橋区）に設置した。その後ここが板橋における林家の邸宅となる。
林平候には林国棟、林国仁、林国華、林国英、林国芳の5子がおり、それぞれ飲記、水記、本記、思記、源記の屋号（商号）を持っていた。
屋号は「飲水本思源（水を飲むときにその水源を思う）」という熟語を意味し、その省略形である林本源が総屋号とされている。
5子のうち国華と国芳の2人は最も聡明だったことから、二代目として家業を継承し発展させる役割を担った(p12)。分類械闘はこの時点で収束していなかった。漳州籍の枋橋住民からの要請もあり、兄弟は咸豊元年（1851年）に弼益館の傍に自らの住居「三落大厝」（さんらくだいせき）を建て、咸豊3年に落成すると林家に編入した。咸豊5年には泉州人の暴動を抑えるべく枋橋の築砦に着手。それから短期間のうちに林家は大厝裏手に園林を備えた庭園の造成にも着手し。呂西村、謝琯樵らの文人を西席（家庭教師）として招聘、台湾北部での文化の息吹となった。
三代目の林維源、林維讓は先代2代の発展を受け継ぎ僅か三代で台湾屈指の富豪となった。1862年に戴潮春の乱の平定に協力し頭角を現し(p12)、1888年には三落大厝の南隣に別邸の「五落大厝」（ごらくだいせき）を、1893年に花園も竣工している。維源は清仏戦争後に台湾巡撫だった劉銘伝の原住民居住地開発や地方産業化、撫育・開墾制度推進に協力した。現在観光客が観覧している林本源園邸は当時の林家一族の急成長と覇権を象徴している。膨大な財産を擁した林本源一族は当地居住漳州人の領袖となり、三落大厝は建築時に強化された防衛力から、平時にも数百の兵力で警戒態勢を維持する漳州人の主要な指揮所として日本統治時代初期まで機能した。

### 日本統治時代

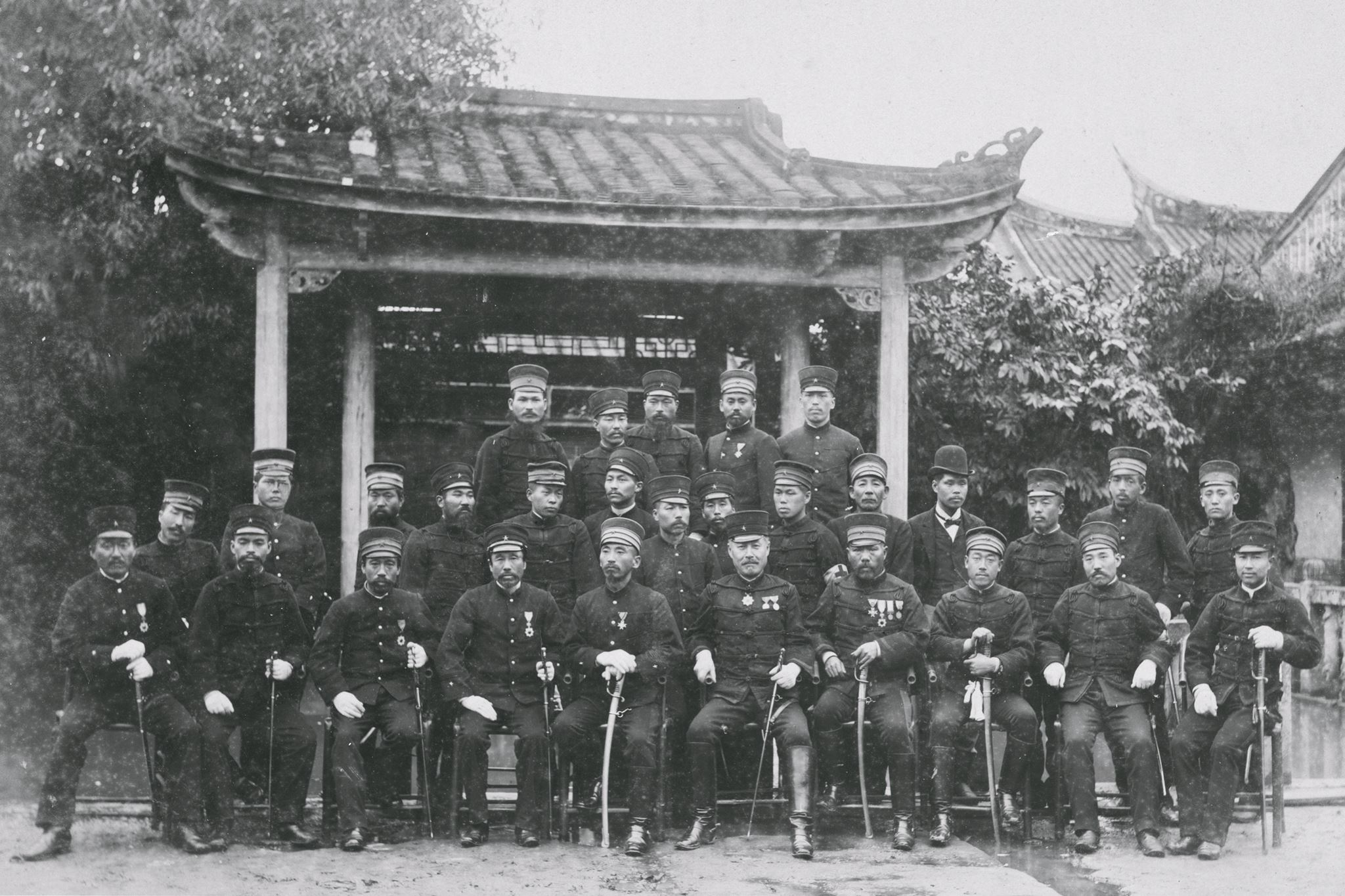
日本の近衛師団（1895年）

台湾総督府、学界、財界関係者が関わる園遊会、祝賀会の場として使われることが多かった。
1895年、台湾が清朝から日本に割譲され、日本軍は敗走する軍と反逆者を鎮圧すべく基隆から南下していた。板橋の林家で休憩後、土城を経て大安寮（現・新北市土城区大安里と永寧里）に至ると敵の襲撃を受けた(p88)。これが公式記録での日本との初めての接触とされている。
台湾出兵における征討都督府御用達だった大倉喜八郎は1896年末に園邸を訪問、林家の歓待を受けた(p88)。1899年台北県知事だった村上義雄が佐和正ら東京赤十字社のスタッフを随伴して林家の歓待を受けている。これにより林本源家は赤十字特別会員となった(p88)。
その他、台湾総督児玉源太郎の凱旋祝賀会（1905年）(p97)、民政長官後藤新平の受爵祝賀会（1906年）(p93)、閑院宮載仁親王や貴族院議員の岡部長職も参列した台湾総督府鉄道（縦貫線）開通式昼食会（1908年10月29日）などがここで開かれた(p94)。
変わったものでは、台北で開催された学生野球競技に参加していた立教大学野球部が休息日に園邸見学に訪れている（1936年）(p109)。下図のように、戦前の時点で既に観光地として扱われた旅行地図も発行されていた。
1908年の鉄道開通以後、見学者が大幅に増加したため林家はこの年に園邸を改修している(p119)。その後日本人画家石川欽一郎が1914年に訪問した際は再度荒廃していた。石川が著作でこれに言及すると内外で反響を呼び、再改修が行われている。

#### 台湾博覧会
1935年の台湾博覧会（始政四十周年記念台湾博覧会）では総督府主催の第一、第二会場のほかに台北周辺各地に分場が設けられ、板橋では林家に「郷土館」が設置された(p118-125)。総督府嘱託の尾崎秀真が奔走し、当時の林家管理人だった林伯寿が設置費用1,000円と土地を提供している。また骨董商でもあった一族の林熊光も自身のコレクション展示に協力している(p118-125)。三落大厝が郷土館会場となった博覧会（10月10日開幕、12月5日閉幕）では124,839人が参観し、その収入は4,000円以上となった(p124)。

### 第二次世界大戦後
1949年、国共内戦で多数の難民が台湾に渡り、少なからず林家敷地内を含めて一帯に仮住まいする者がいた。その後台湾籍の市民も住み込むようになった。
当時の記録によるとその数は約300戸、1,000人ほどであり、政府は「留侯里」という専用の行政区画を割り当てた。居住者の違法建築行為と林家の建築物を無断で撤去するなどが相次いだことで内部の損傷は酷く、これにより国内外の人士が保存運動を呼びかけるようになった。そして居住者の移転と園邸の維持管理費用を調達する解決法を要求するようになった。
1966年3月13日に発生した花蓮地震で付近は震度4の揺れに見舞われ20メートルにわたって壁が崩落した(p143)。
東海大学は1971年に当時の県政府からの委託で林家園邸の修復計画を進行させていたが、留侯里住民の反対に遭いその調査は捗らなかった。1977年祭祀公業林本源は林家花園の財産権を台北県政府（現・新北市政府）に寄贈し、合わせて1,100万ニュー台湾ドルの修復経費の寄附も行った。
台北県政府はただちに留侯里住民の移転作業に着手、翌年国立台湾大学土木所都計室（現・台湾大学建築と城郷研究所）に委託し原状回復と修復計画業務を進めた。土木所は学内外の学生を動員し、現場測量や図面作成、面積・形状・建築構造・装飾・寸法・花園内の現存物の位置と類別および近隣環境を分析、事業計画策定、各種デザインを完成させて経費見積と施工シミュレーションも担当した。
修復方法と原則を巡っては残存するものを元に復元するか、新品を複製するかで学会だけでなく一般社会をも巻き込んで活発な議論が展開された。「オリジナルのものを元に修復するほうが時代の変遷がわかりやすく正しい歴史を継承でき、近隣諸国に比べて伝統文化に乏しい我が国（=台湾）では社会の文化拡充の要求も高い。」として漢宝徳（建築学者）、林衡道（板橋林家、歴史学者）、王国璠（学者、教育者。女優王祖賢の祖父）、洪文雄（東海大学教授）、呉基瑞（台湾省文献委員会）、馬以工（環境活動家）などが集まった会議では林家花園を竣工当時のものに原状回復し、最低でも戦前の状態に修復する結論となった。
1981年3月、台北県政府は「板橋林本源庭園古蹟修復委員会」を設立(p157)
、翌年5月に将来的な当地の古蹟登録を見込んだ文化資産保存法が公布され(p180)、同時期に唐栄鉄工廠による施工が決定(p157)、11月8日に着手された(p158)。
修復経費は総額1億5,643万3218ニュー台湾ドルで、行政院文化建設委員会、内政部、交通部、台湾省政府および台北県政府の共同出資で賄われた。こうして築100年の園邸は社会と政府各部門が結集、追求した保護努力の下で現在の保存の成果を得るに至っている。
1986年（民国75年）末に4年間に及ぶ第一次修復事業を完了。1987年1月1日より台北県民に無料で(p179)、同月末より有料で一般公開されるようになったが(p179)、風雨やシロアリによる虫害で劣化が激しく再閉鎖、台湾省と台北県両政府の補助の元で1997年8月14日から第二次修復事業が行われた(p186)。2001年6月に工事は完了、7月に修復が完了した三落大厝とともに2001年8月9日に再公開されている(p186)。
2005年、中華郵政より台湾の国定古蹟4ヶ所をあしらった「台湾古蹟郵票（94年版）」として発売された記念切手でその1ヶ所に選定されている。
その後2015年10月に再閉鎖され、第三次修復事業が進められた。2017年7月1日の竣工と同時に、有料で再公開されるようになった。

## 建築

### 三落大厝

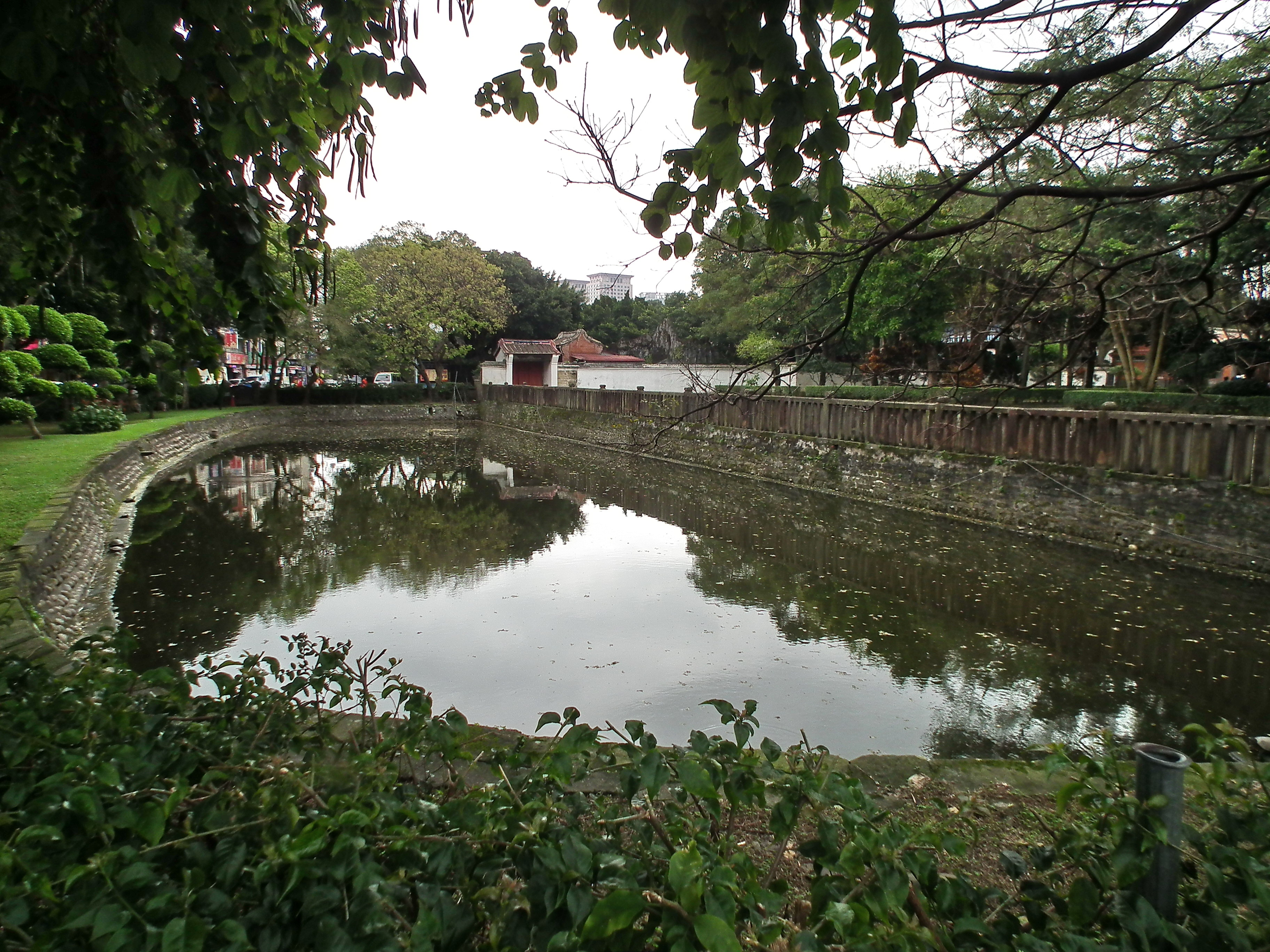
半月池

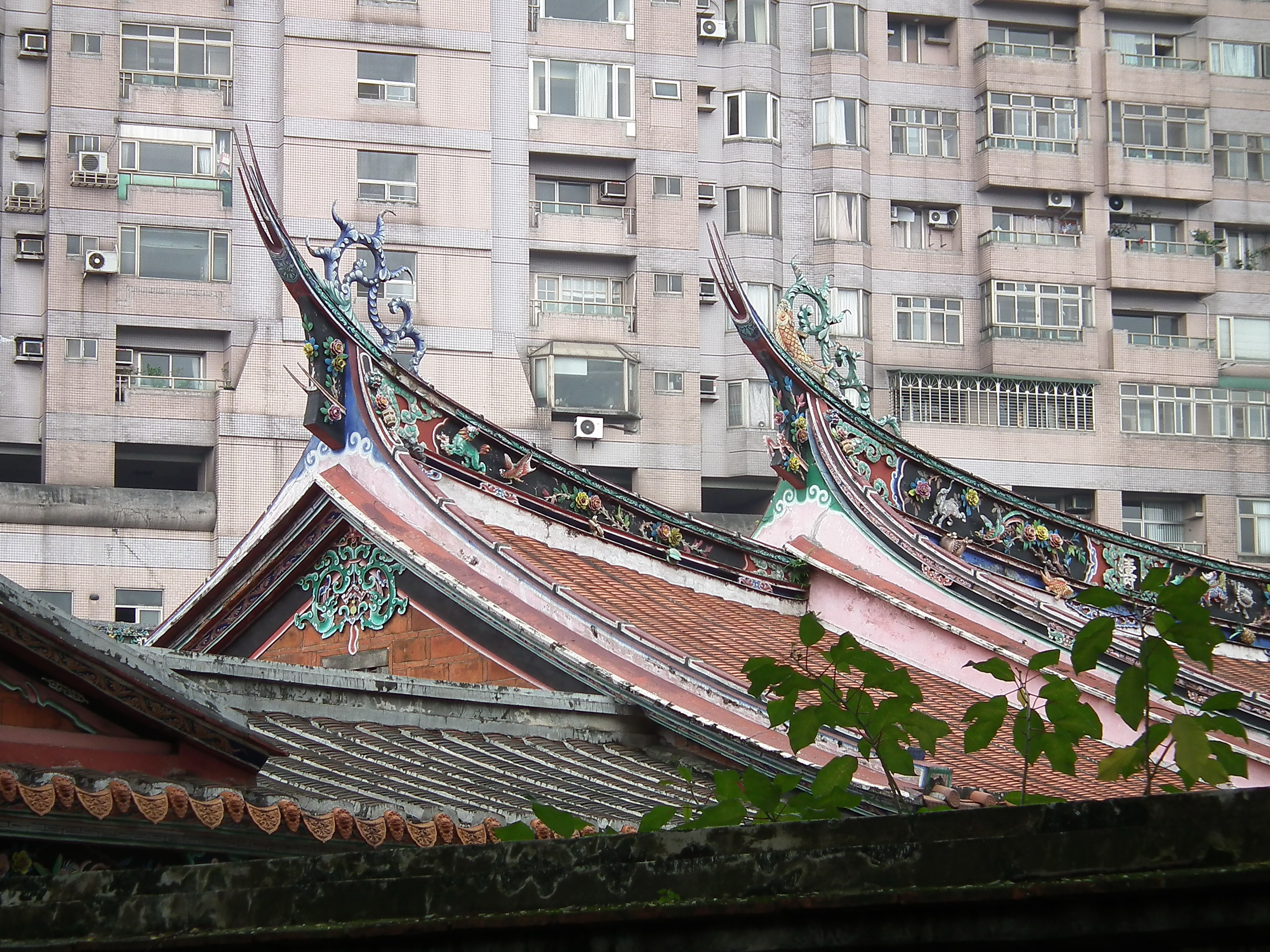
三落大厝の屋根

三落大厝（さんらくだいせき、サンルォダーツゥオ）は1853年に竣工した板橋林家の最初期の邸宅。後に下記の五落が完成したため、林家では「三落旧大厝」と呼ばれている。。「大厝九包五，三落百二門（四合院をさらに拡張発展させた台湾伝統様式で9開間の全幅、第一進から中央まで5開間の門庁、前後3棟が並んだ屋敷、120の透かし窓を意味する。）」を踏襲している。前庭を挟んで屋敷の南側に半月池がある。内部はガイドツアーによる見学は可能だが、写真撮影は外庭を除き禁じられている。

### 五落大厝
五落大厝（ごらくだいせき、ウールォダーツゥオ）は1888年に板橋府中街で竣工した林家別邸。古蹟登録前の1981年に取り壊され現存しない。跡地は現在「林家花園廣場大廈」、「林園春曉」という名称の現代式高層アパートになっている。

#### 汲古書屋

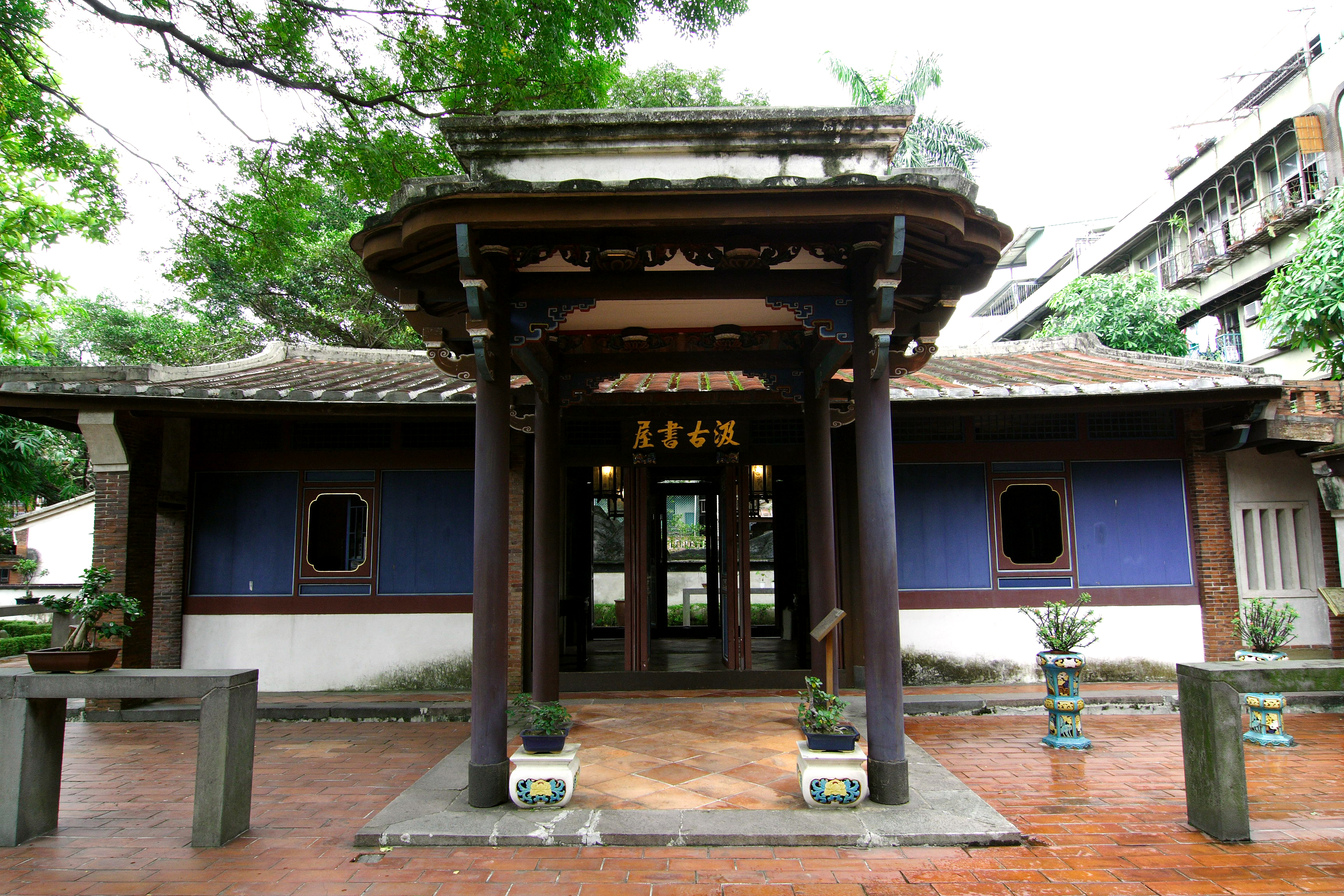
汲古書屋

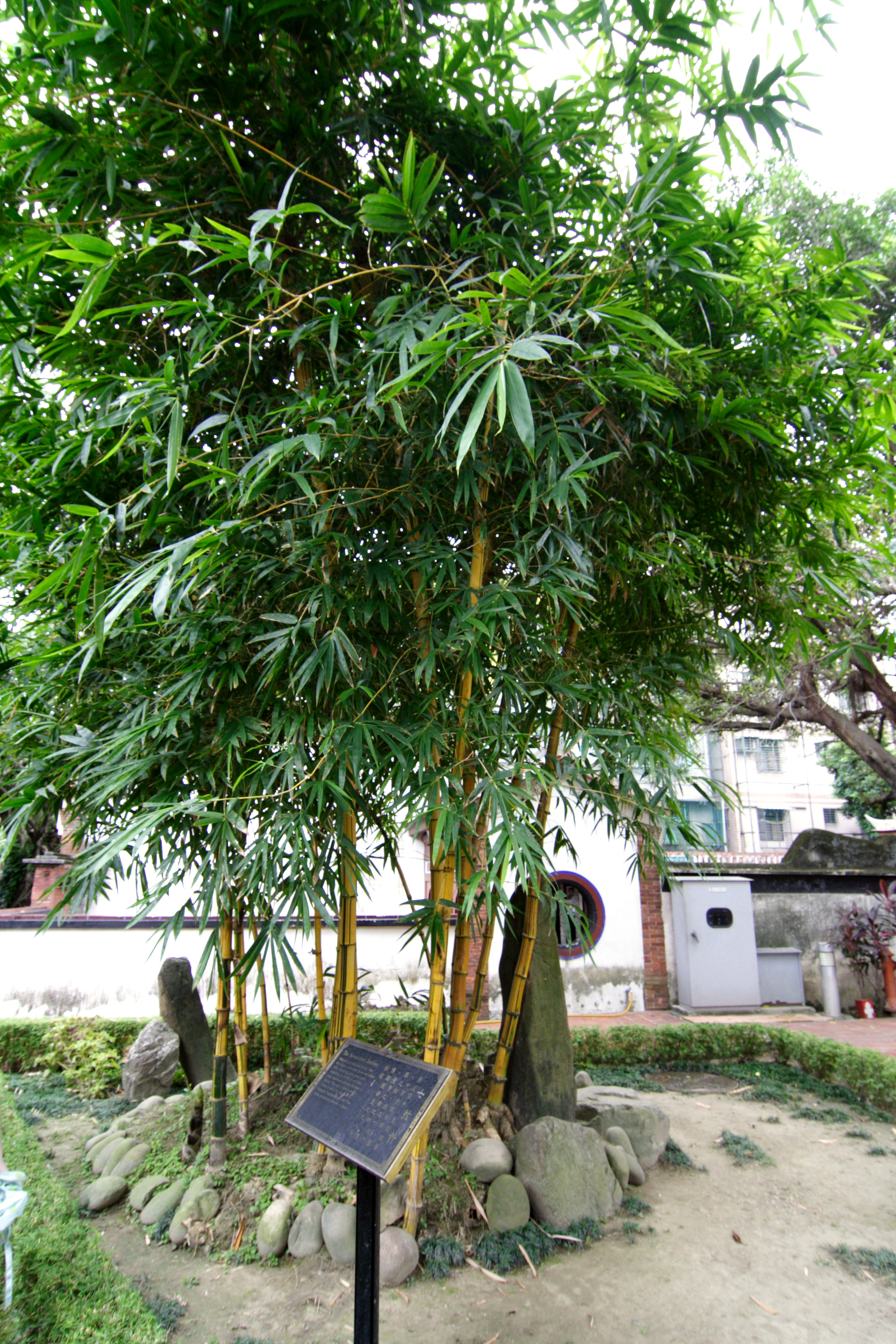
七絃竹

汲古書屋（きゅうこしょおく）は明朝の蔵書家毛晋の蔵書楼「汲古閣」から命名された書庫。多数の宋朝や元朝時代の善本を含めて古来の蔵書が数千冊揃っていた。林家の子弟らがそれらの読書のために使われていた。入口には東屋がある。三開間と呼ばれる3つに区画分けされた格子戸を構えて通気性と書庫への出入りの利便性を確保している。格子窓はシンプルな大型が採り入れられている。前庭にはいくつか植木鉢が置かれ珍種の花卉が供えられていた。

#### 方鑑斎
(p76)

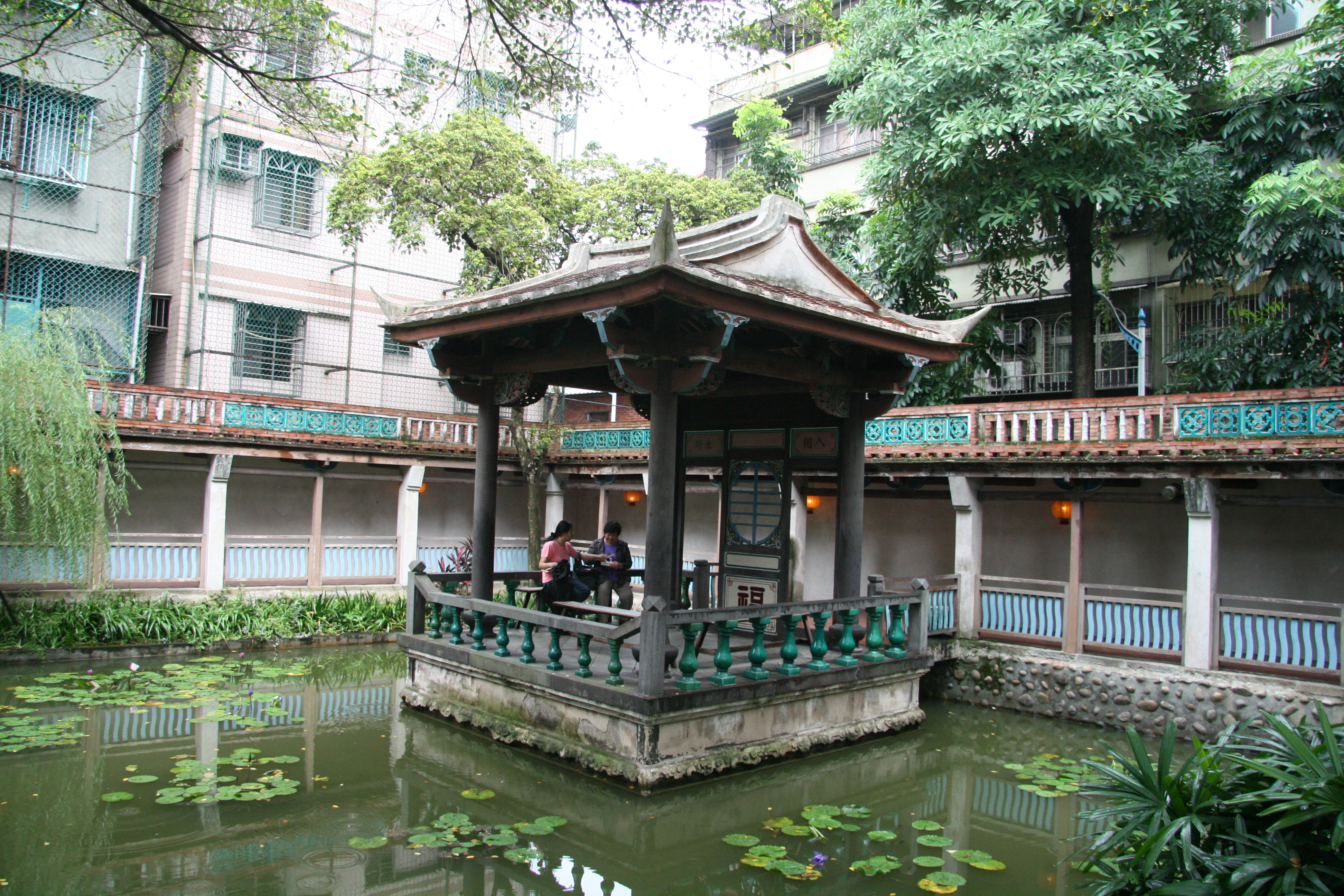
方鑑斎

方鑑斎（ほうかんさい、ファンヂィェンヂャイ、繁体字中国語: 方鑑齋）は約30坪、読書室としてかつて使われていた。平時は文人墨客が集まり詩の吟詠や唱和を嗜む場所だった。「斎」は斎戒清心（祭祀の際に身を清める）を意味し、「方鑑」は敷地内に「長方形」の池とその水面上に舞台があり来賓が周辺から演技を「観劇」できることを意味する。戲亭（ステージ）と看亭（客席）は水を隔てて対景（中国式庭園でよく使われる水面に映る影も意識した表現方法）を成し、池両側には拱廊（アーケード）つきの通路で取り囲まれていることで音響面でも効果的な配置となっており、平時には静寂さと清雅さを醸し出し、林家花園で最も詩的な一角となっている。池の四方にある建築はステージ、客席、通路以外に小山や池に架かる橋にも下記の来青閣にも繋がっている。

#### 来青閣
(p78)

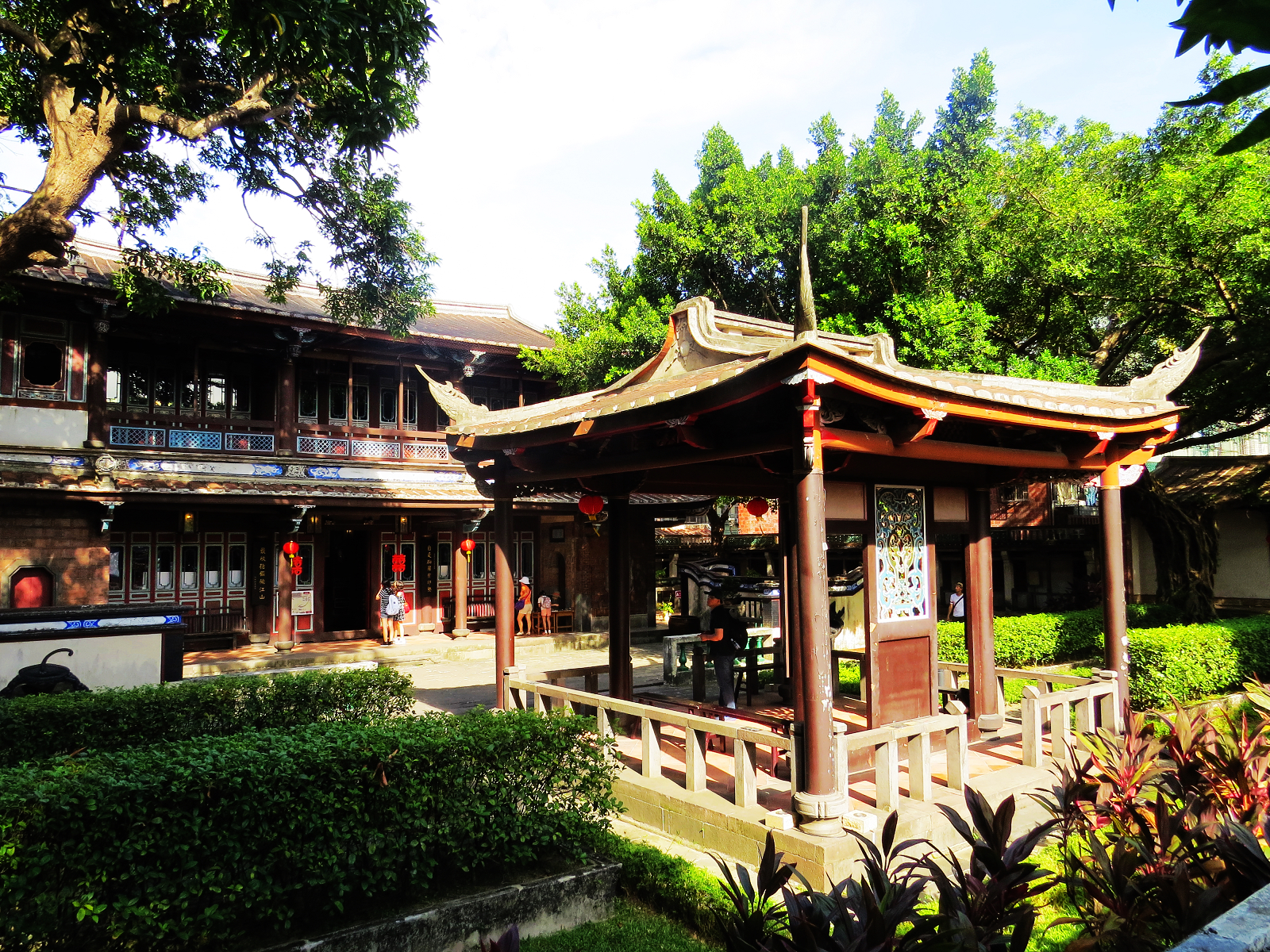
来青閣

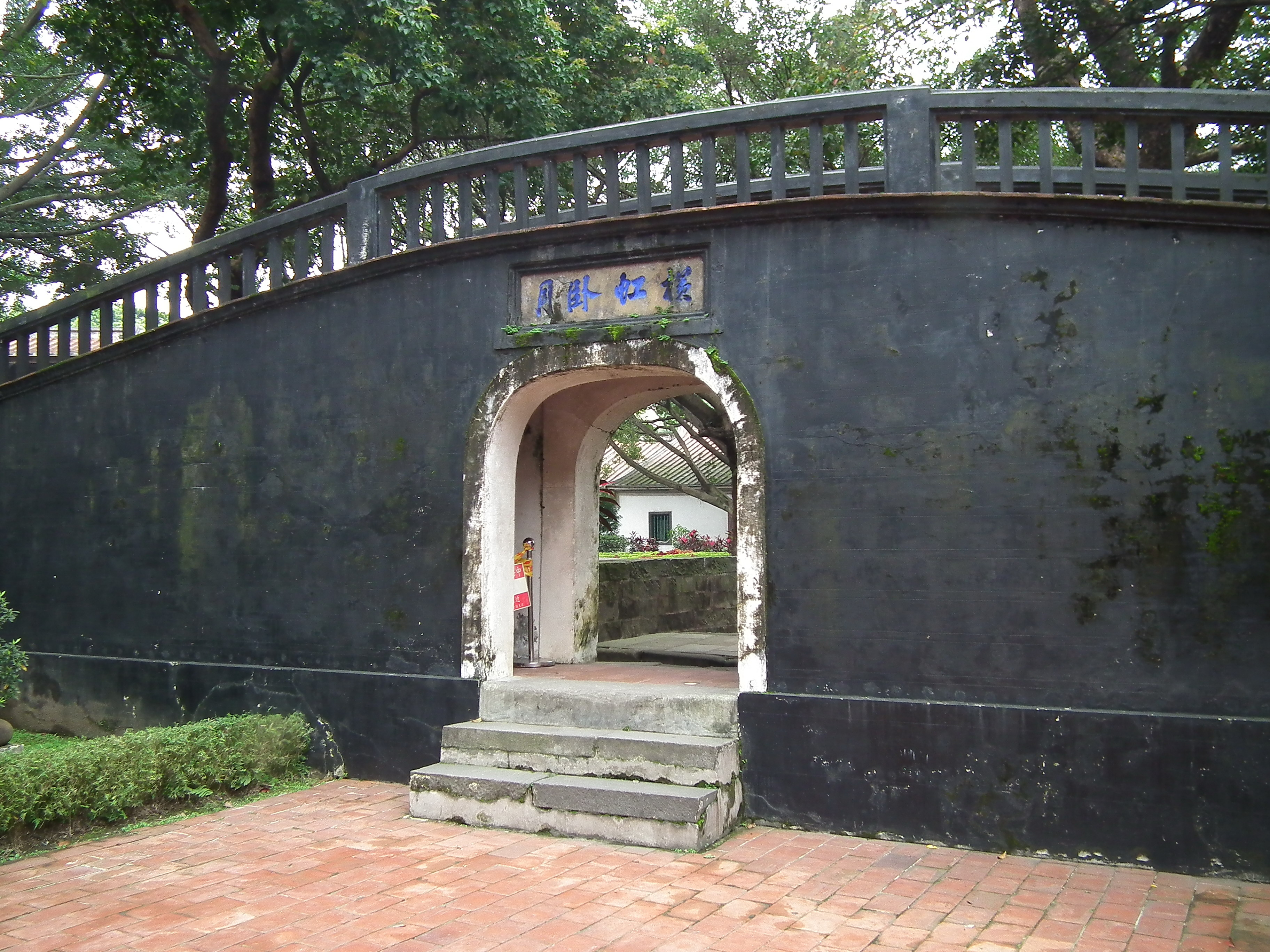
来青閣の先にある橋「横虹臥月」

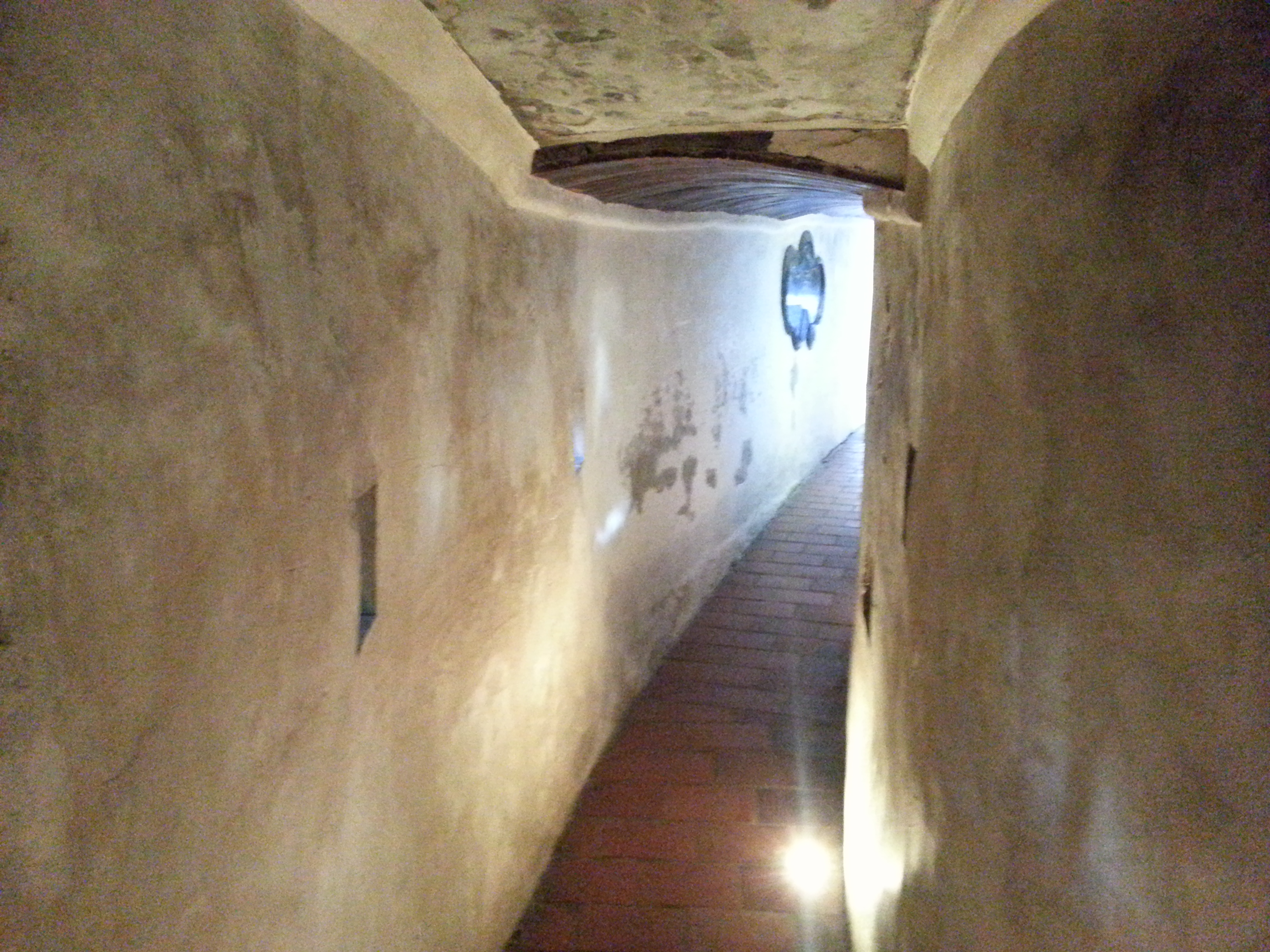
横虹臥月内部のトンネル

来青閣（らいせいかく、ライチングゥー、繁体字中国語: 來青閣）は方鑑斎を抜けたところに位置し、中央に庭園があるなどで方鑑斎の景色とは全く違うものになっている。広さが約100坪の2階建てで、来賓の招待所、宿泊所として使われた。台湾で有名なクスノキが使われ、館内には舶来のガラスミラーがあるなど、その豪華絢爛さから枋橋の当地住民は「繍楼」、「梳粧楼」と呼んでいた。「来青」の由来は大屯山や観音山を望むことから。来青閣からは回廊が香珠簃、定静堂、月波水榭へ至る北方と、橋（横虹臥月）を経て観稼楼、定静堂、榕蔭大池に至る西方の二手に分かれる。

#### 香玉簃
(p79)

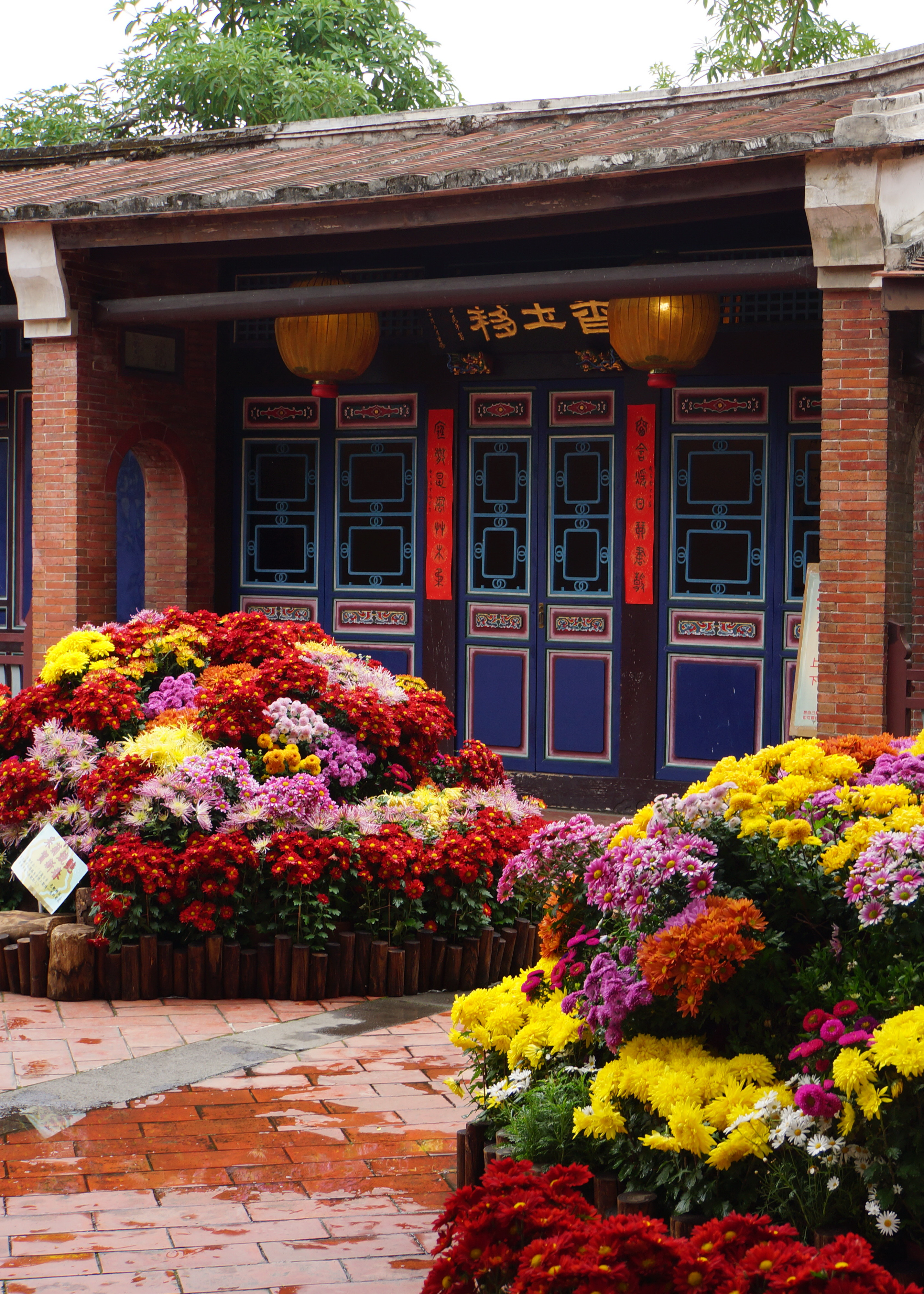
香玉簃と花畑

香玉簃（こうぎょくい、シャンユーイー）は約24坪の花卉観賞の場所。「簃」は楼閣のそばにある小屋の意。花畑があり、詩を吟じる際に多用された。林家の婦人が集う場所とも言われている。

#### 観稼楼
(p80)

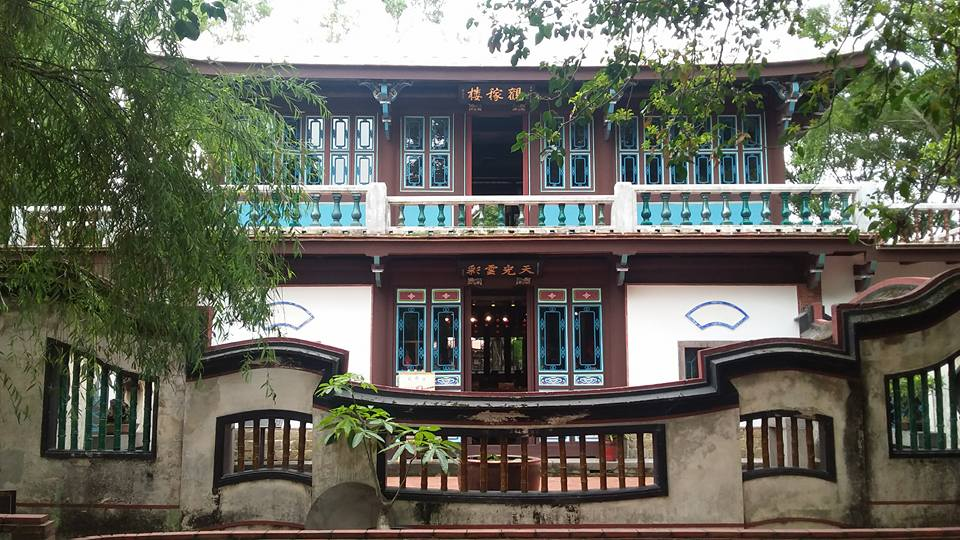
観稼楼

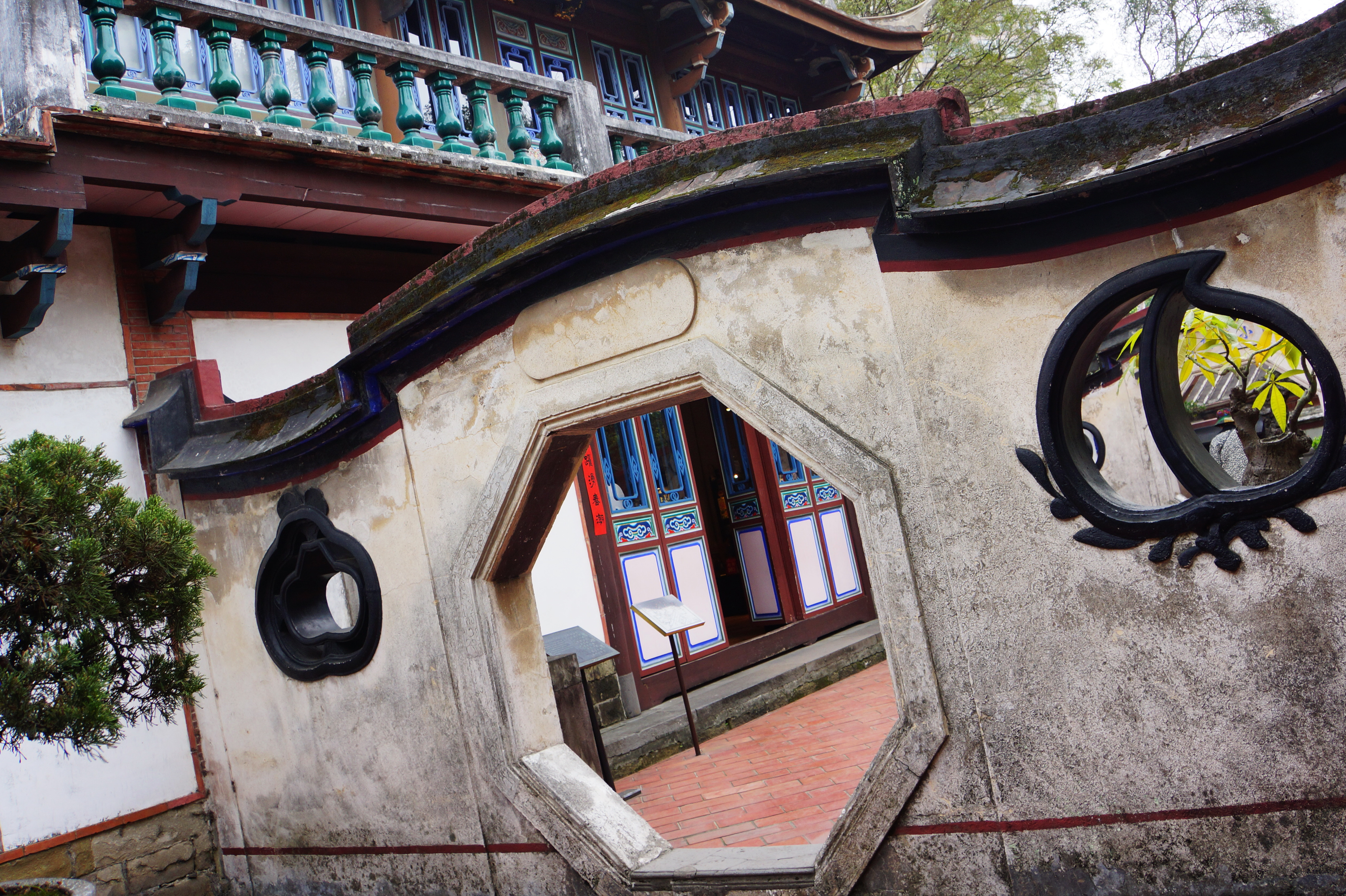
観稼楼の門と果物の形をした透かし窓

観稼楼（かんかろう、グァンジャーロウ、繁体字中国語: 觀稼樓）は来青閣より小ぶりな二層建築。1907年に火災で倒壊し、後年の修復事業で元の姿に戻す際は最も賛否両論が割れた。三落旧大厝の西側に面し、最も密接な関係があった。比較的早期に建設され、遠くの観音山と、その麓で田畑を耕す農夫を眺めることができたのが名称の由来となっている。観音山との借景だけではなく、多数の門と透かし窓のある壁が特徴。

#### 定静堂
(p80)

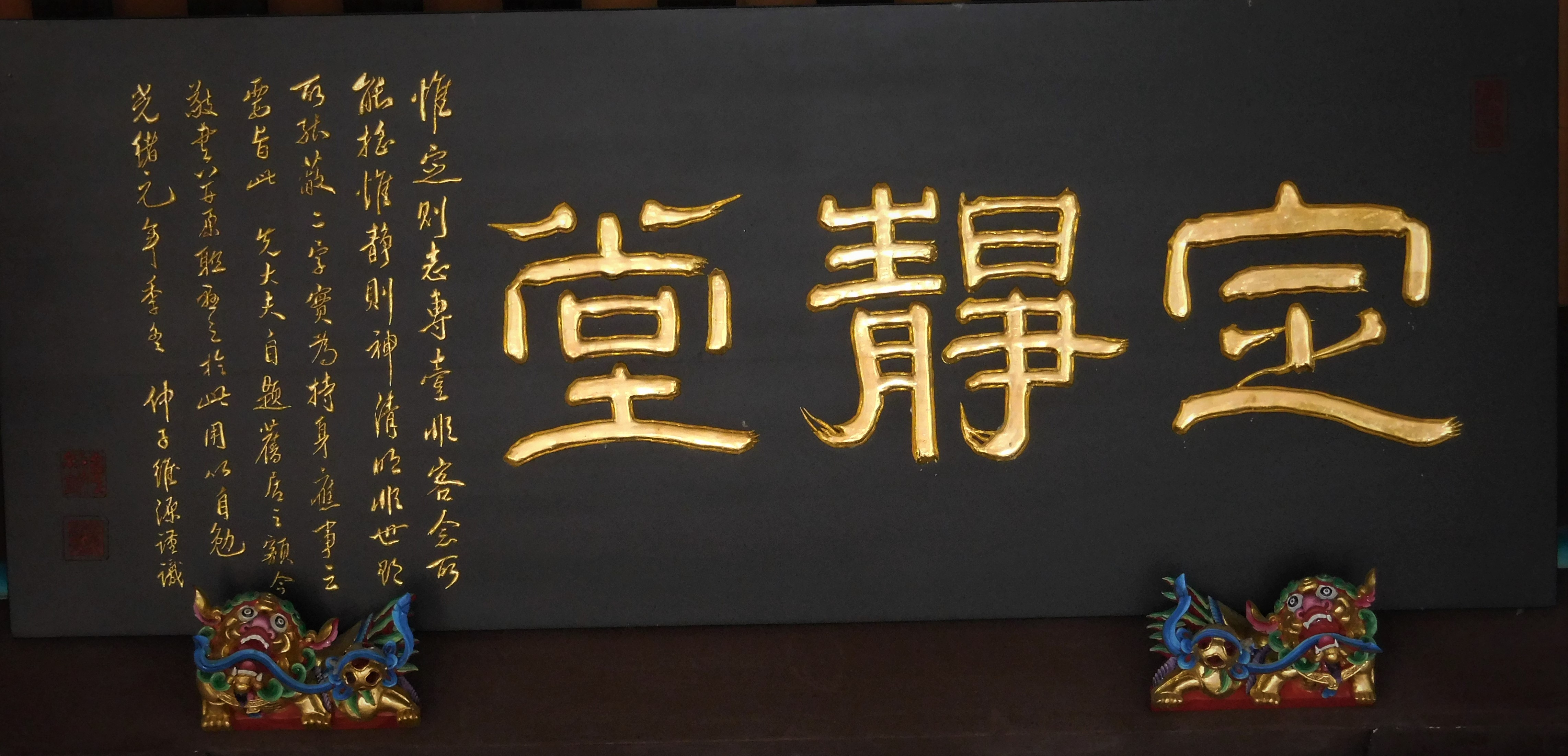
林維源による扁額

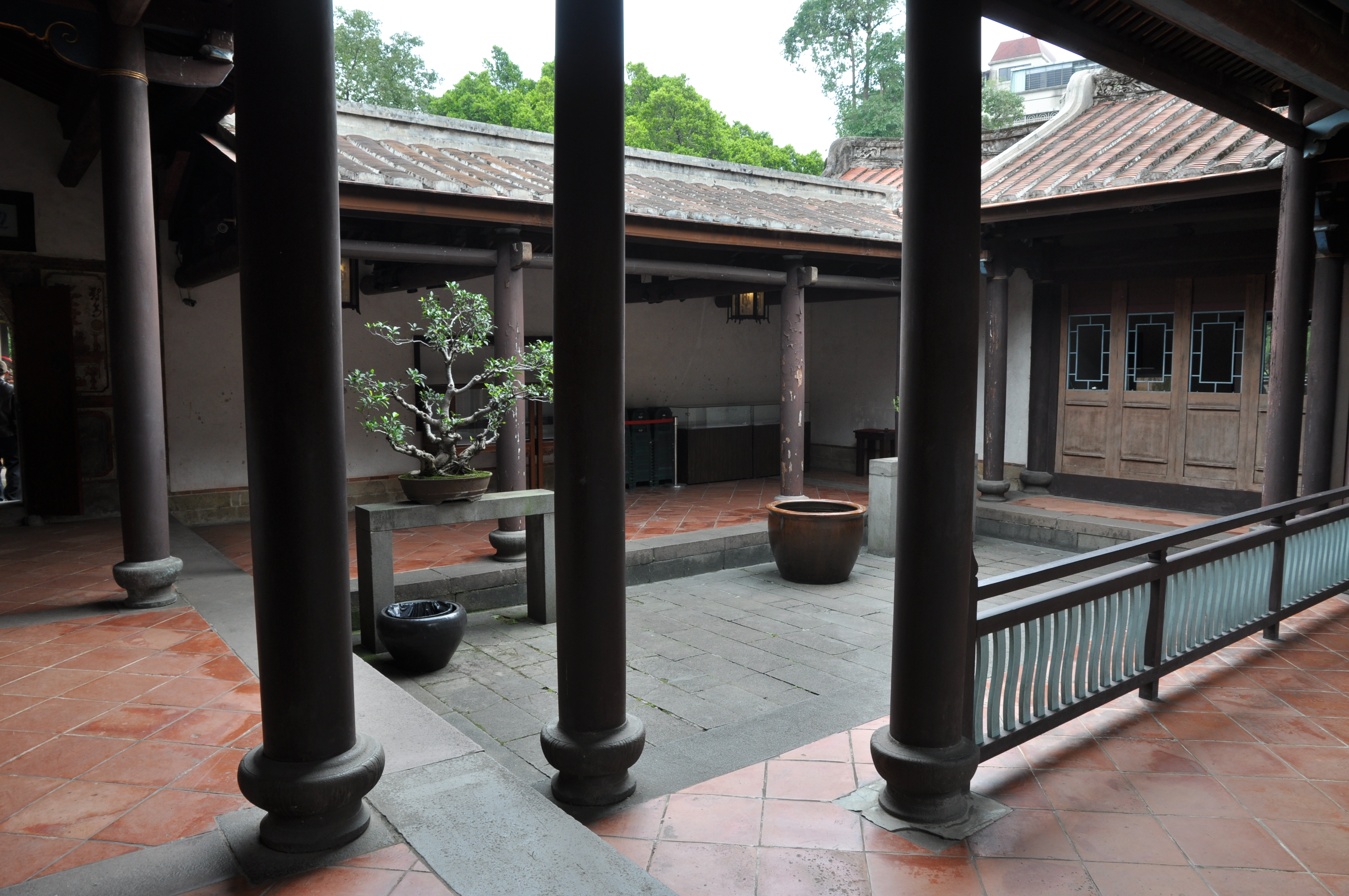
定静堂

定静堂（ていせいどう、ディンチンタン、繁体字中国語: 定靜堂）は林家花園では最大、約156坪の広さがある中庭を備えた四合院式建築。大規模な宴会を催すのに使われ100人以上を収容できる。林維源が書いた扁額も展示されている。「漏窓」と呼ばれる壁にあつらえられた透かし窓は「賜福」（福を授かる）象徴として蝙蝠と蝶があしらわれている。名称は四書の大学にある「知止而后有定，定而后能静，靜而后能安，安而后能慮，慮而后能得。」から取られた。

漏窓
漏窓

#### 月波水榭
(p80)

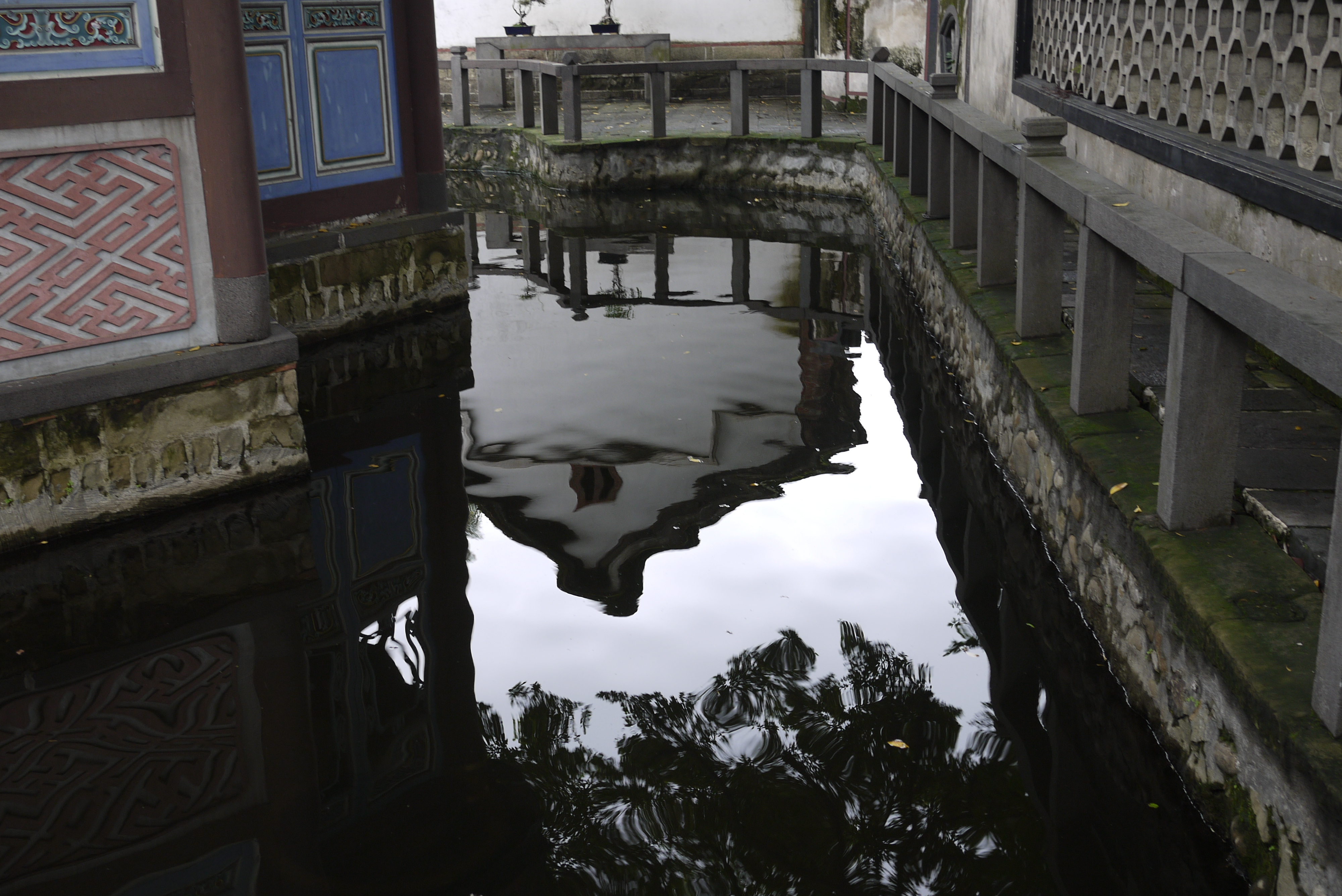
月波水榭

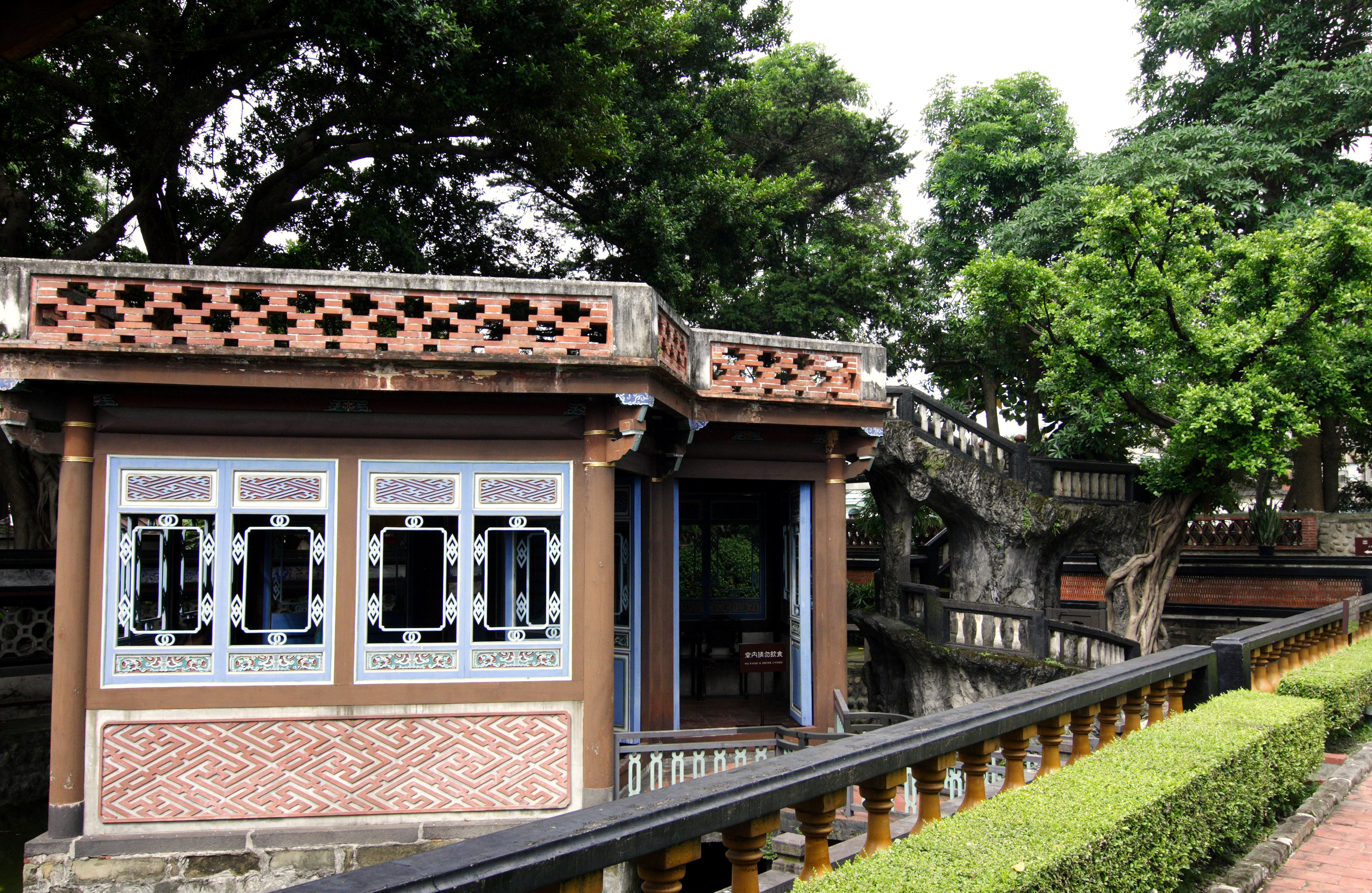
月波水榭

月波水榭（げつはすいしゃ、ユーボーシュイシー）は定静堂東側に面する池のそばにある眺望台。外面は一対の菱形で、水面に突き出て橋とも繋がっている、東屋のある台上は平坦で月の観賞に適している。水面に映る月影から「月波水榭」と名付けられた。

#### 榕蔭大池
(p82)

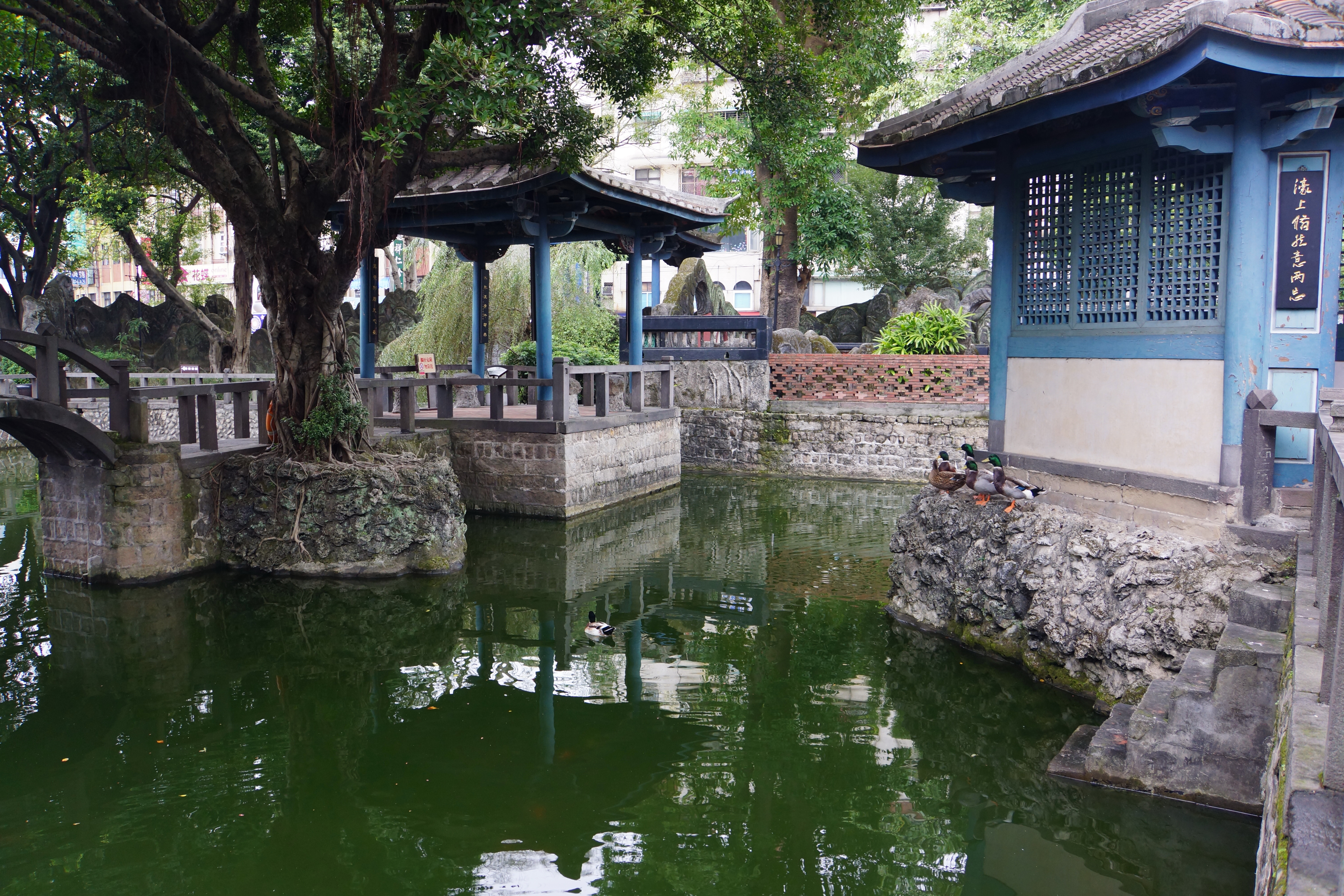
榕蔭大池

榕蔭大池（よういんだいち、ロンインダーチー）は園内最大の水域で、池畔にはいくつかのガジュマルの老木が植樹されている。
北岸側には林家の故郷である中国漳州龍渓にある山水を再現した築山があり、梅花亭、釣魚磯亭、雲錦淙亭と名付けられたいくつかの東屋が配されている。
東屋は大小不同かつ八角形や菱形、平行四辺形と形状も様々で地形変化も相まって軽やかな雰囲気を醸し出している。
池の形は不規則に湾曲していて、観稼楼近辺には船を停泊可能な船着場もある。

#### 敬字亭

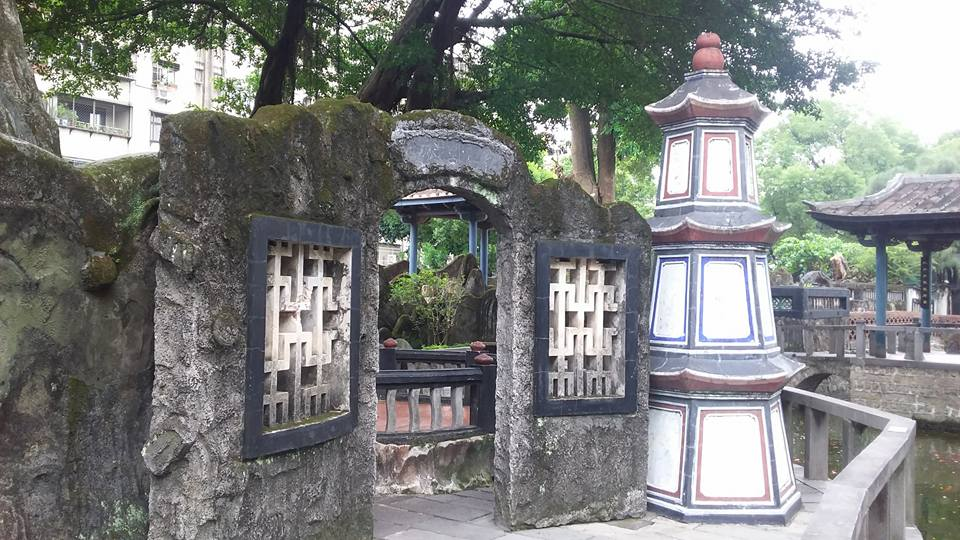
敬字亭

敬字亭（けいじてい、ジンジーティン）は惜字炉の客家地区の呼び方で、文字が書かれた不要な紙を文字に敬意を表しつつ焼却処分するための炉。
榕蔭大池のそばに建てられている。

## 立地

### 周辺
- 大観義学（中国語版） - 1873年建立の林本源家の書院であり、日本統治時代は下記板橋国小の前身枋橋公学校初代校舎。現在も大観幼稚園として教育的な位置づけは失われていない。新北市の古蹟。
- 新北市立板橋国民小学（中国語版） - 1908年に新校舎の経費を板橋林家が寄贈したため、校内に建てられた石碑（枋橋建学碑（中国語版））は市の古蹟として現存している。

### アクセス
台鉄・高鉄
板橋駅下車、下記捷運あるいは板橋公車站から下記バスに乗換え、または徒歩約20分。
捷運
台北捷運板南線府中駅1号出口から府中路沿いに約200メートル、文昌街に右折し徒歩約8分。
バス
台北聯営公車の以下の停留所
- 北門街站：264、307、310、701、702、786(公西 - 板橋) 、810、857(淡海 - 板橋)
- 林家花園站：264、701、702、793。

YouBike（公共レンタサイクル）
- 林本源園邸にキオスクがあり板橋駅・府中駅からも利用可能[16]。

## 舞台となった作品
いくつかの映像作品にロケ地として登場している。
テレビ
- 2012年[17]：影響力100（《影響力100》練功付出代價　孫翠鳳成功絕非偶然 壹電視twnexttv/Youtube）
- 2016年[18]：フアン家のアメリカ開拓記（現地タイトル:菜鳥新移民）
- 2016年[19]：聶小倩（中国語版）（新版「聶小倩」！　劉松仁電視劇扮「姥姥」 中天電視/Youtube）

映画
- 2015年[20]：屍憶 -SHIOKU-（中国語版）（電影《屍憶》禁忌版正式預告 The VOICE Creative/Youtube）
- 2017年[21]：血観音

ミュージックビデオ（MV）
- 2017年[22]：BAND-MAID サードアルバム「WORLD DOMINATION」収録のセカンドシングル曲「daydreaming」（BAND-MAID / Daydreaming BANDMAID 公式Youtubeチャンネル）